# Estación de Puerta Jerez
Este artículo versa sobre la estación de metro de la ciudad de Sevilla, para ver la estación de ferrocarril de la ciudad de Jerez, véase Estación de Jerez de la Frontera.

Plano de la línea 1 del metro de Sevilla.

Plano de la T1 (Metrocentro)

Puerta Jerez es una de las estaciones de la Línea 1 del metro de Sevilla. Está situada en la Avenida de Roma, y actualmente es la estación más cercana al centro histórico. En las inmediaciones se encuentra situada la parada del tranvía Metrocentro. 
La estación tiene una boca de acceso junto al edificio Cristina, el ascensor para acceder a la estación se encuentra en la acera frente al edificio Cristina junto a un pequeño parque, consta de dos vestíbulos diferenciados, uno intermedio y uno principal que alberga una comisaría de Policía nacional así como la oficina principal de información al viajero de la red de Metro de Sevilla. Al estar situada bajo un aparcamiento rotatorio de dos plantas, es la estación más profunda de toda la Línea 1 con el piso de andenes a 26,5 metros bajo el nivel de suelo. Cuenta con ascensores para personas de movilidad reducida, escaleras mecánicas, venta de billetes automática y sistema de evacuación de emergencia. En la zona de andenes se avisa mediante elementos visuales del hueco que queda entre el piso del tren y el andén, algo más grande que en el resto de paradas debido a la tenue curva que hace la estación.
La estación de Puerta Jerez quedó inaugurada el día 16 de septiembre de 2009 a las 14:30 horas. Al igual que todas las construidas durante el segundo proyecto de metro, cuenta con andén central y un diseño abierto, espacioso y luminoso. Desde el primer día de su puesta en servicio, la estación más céntrica de la línea 1 se consolidó como la más usada de toda la red de metro de Sevilla.

## Accesos
- Ascensor: Frente al Edificio Cristina.
- Paseo de Cristina, s/n. (Junto al Edificio Cristina).
- Edificio Cristina, 3.

## Líneas y correspondencias

### Servicios de metro
| << cabecera | < estación    | línea | estación >         | cabecera >>       |
| ----------- | ------------- | ----- | ------------------ | ----------------- |
| Ciudad Expo | Plaza de Cuba |       | Prado S. Sebastián | Olivar de Quintos |

## Conexiones

### Tranvía (Metrocentro)
La parada de la línea T1 de tranvía, que hace correspondencia con la estación de Puerta Jerez y comparte nombre, se encuentra situada en la calle San Fernando, frente a la entrada principal del Hotel Alfonso XIII. 
| << cabecera | < parada          | línea | parada >               | cabecera >>     |
| ----------- | ----------------- | ----- | ---------------------- | --------------- |
| Plaza Nueva | Archivo de Indias | T1    | Prado de San Sebastián | Luis de Morales |

### Autobuses urbanos
| N.º de parada | LÍNEA | Trayecto                           | Zona         |
| ------------- | ----- | ---------------------------------- | ------------ |
| 481           | 3     | Pino Montano > Bellavista          | Transversal  |
| 183           | 5     | Santa Aurelia > Puerta Triana      | Transversal  |
| 1009          | 37    | Puerta Jerez > Bellavista          |              |
| 749           | 21    | Plaza de Armas > San Pablo         |              |
| 749           | 40    | Reyes Católicos > Triana           |              |
| 749           | 41    | Reyes Católicos > Tablada          | Radial oeste |
| 749           | A2    | Prado San Sebastián > San Jerónimo | Nocturna     |
| 749           | C4    | Circular interior >>               | Circular     |
| 749           | EA    | Plaza de Armas - Aeropuerto        |              |
| 913           | C3    | << Circular interior               | Circular     |

### Autobuses interurbanos
| LÍNEA | Trayecto                                       | Zona |
| ----- | ---------------------------------------------- | ---- |
| M-140 | Puebla del Río                                 | C    |
| M-151 | Mairena del Aljarafe (Urb. Puebla del Marqués) | C    |
| M-152 | Palomares del Río                              | C    |
| M-153 | Almensilla                                     | D    |

- Aparcamiento de rotación.
- Aparcamiento de bicicletas.

## Otros datos de interés
- Alberga en su vestíbulo principal las oficinas de información del Consorcio de Transportes de Sevilla y del Metro de Sevilla así como una oficina de la Policía Nacional.
- Proximidad a zonas turísticas, centro histórico y comercial de la ciudad.
- Proximidad al rectorado de la Universidad de Sevilla.
- Proximidad al Palacio de San Telmo, a la Plaza de toros de Sevilla, al Teatro de la Maestranza y al Hotel Alfonso XIII.